# タウンページpresents 石原良純のピーカン子育て日和!
『タウンページpresents 石原良純のピーカン子育て日和!』（タウンページプレゼンツ いしはらよしずみのピーカンこそだてびより）は、NRN系列34局と一部の独立局で放送されていたニッポン放送製作の教養番組である。NTTグループ（タウンページ名義）の単独提供。製作局のニッポン放送では2007年10月2日から2010年10月2日まで放送。

## 概要
2児の父親である石原良純がパーソナリティを務めていた番組で、彼がリスナーと一緒に子育てについて楽しく学ぶことをコンセプトにしていた。

## 放送局
週に1回放送の30分番組で、放送時間は局ごとに異なっていた。プロ野球シーズン中にはニッポン放送のみで放送されていた。
| 放送局           | 系列         | 放送日時 | 備考                                          |
| ---------------- | ------------ | --- | --------------------------------------------- |
| ニッポン放送     | NRN系列      | 火曜 20:00 - 20:30 （2007年10月2日 - 2008年3月25日） 土曜 21:30 - 22:00 （2008年4月5日 - 2009年10月3日） 土曜 17:30 - 18:00 （2009年10月10日 - 2010年10月2日） | 製作局 野球中継の延長時には休止になる場合あり |
| STVラジオ        | NRN系列      | 日曜 20:00 - 20:30 （変更無し） |                                               |
| 青森放送         | JRN・NRN系列 | 日曜 17:30 - 18:00 （変更あり） |                                               |
| IBC岩手放送      | JRN・NRN系列 | 土曜 18:30 - 19:00 日曜 16:30 - 17:00 （放送日時の変更時） |                                               |
| 東北放送         | JRN・NRN系列 | 土曜 19:00 - 19:30 土曜 14:30 - 15:00 （放送日時の変更時） |                                               |
| 秋田放送         | JRN・NRN系列 | 日曜 18:00 - 18:30 （変更無し） |                                               |
| 山形放送         | JRN・NRN系列 | 土曜 18:00 - 18:30 （変更無し） |                                               |
| 茨城放送         | NRN系列      | 火曜 20:00 - 20:30 （変更あり） | 同時ネット                                    |
| 栃木放送         | NRN系列      | 火曜 20:00 - 20:30 （変更あり） | 同時ネット                                    |
| 新潟放送         | JRN・NRN系列 | 土曜 20:00 - 20:30 （変更無し） |                                               |
| 北日本放送       | JRN・NRN系列 | 日曜 17:00 - 17:30 （変更無し） |                                               |
| 北陸放送         | JRN・NRN系列 | 土曜 20:00 - 20:30 日曜 17:00 - 17:30 （放送日時の変更時） |                                               |
| 福井放送         | JRN・NRN系列 | 日曜 15:30 - 16:00 （変更無し） |                                               |
| 山梨放送         | JRN・NRN系列 | 日曜 18:00 - 18:30 （変更無し） |                                               |
| 信越放送         | JRN・NRN系列 | 土曜 19:00 - 19:30 （変更無し） |                                               |
| ぎふチャンラジオ | 独立局       | 日曜 15:00 - 15:30 |                                               |
| 静岡放送         | JRN・NRN系列 | 土曜 19:30 - 20:00 （変更あり） |                                               |
| 東海ラジオ       | NRN系列      | 土曜 21:00 - 21:30 （2007年11月ネット開始） 土曜 13:30 - 14:00 （2008年10月4日 - ） 土曜 18:30 - 19:00                                                         |                                               |
| KBS京都ラジオ    | NRN系列      | 日曜 20:20 - 20:50 日曜 20:30 - 21:00 |                                               |
| ABCラジオ        | JRN・NRN系列 | 土曜 20:00 - 20:30 土曜 18:30 - 19:00 |                                               |
| ラジオ関西       | 独立局       | 日曜 20:00 - 20:30 | 2008年度から放送                              |
| 和歌山放送       | JRN・NRN系列 | 日曜 20:30 - 21:00 |                                               |
| 山陰放送         | JRN・NRN系列 | 土曜 20:00 - 20:30 |                                               |
| 山陽放送         | JRN・NRN系列 | 土曜 20:00 - 20:30 |                                               |
| 中国放送         | JRN・NRN系列 | 土曜 20:00 - 20:30 |                                               |
| 山口放送         | JRN・NRN系列 | 土曜 20:30 - 21:00 |                                               |
| 四国放送         | JRN・NRN系列 | 土曜 14:30 - 15:00 |                                               |
| 西日本放送       | JRN・NRN系列 | 火曜 20:00 - 20:30 （変更あり） |                                               |
| 南海放送         | JRN・NRN系列 | 土曜 20:30 - 21:00 |                                               |
| 高知放送         | JRN・NRN系列 | 日曜 17:00 - 17:30 |                                               |
| 九州朝日放送     | NRN系列      | 土曜 21:00 - 21:30 |                                               |
| 長崎放送         | JRN・NRN系列 | 土曜 19:30 - 20:00 |                                               |
| 熊本放送         | JRN・NRN系列 | 日曜 20:30 - 21:00 |                                               |
| 大分放送         | JRN・NRN系列 | 日曜 20:00 - 20:30 |                                               |
| 宮崎放送         | JRN・NRN系列 | 土曜 21:30 - 22:00 日曜 20:00 - 20:30 土曜 17:00 - 17:30 |                                               |
| 南日本放送       | JRN・NRN系列 | 日曜 20:00 - 20:30 |                                               |
| ラジオ沖縄       | NRN系列      | 火曜 20:00 - 20:30 日曜 20:30 - 21:00 | 同時ネット                                    |